# Schuloper
Schulopern sind Opern und szenische Kantaten, die von (etwa 8 bis 20) Kindern aufgeführt werden können.
Erste Versuche der Schuloper wurden bereits im Mittelalter unternommen. Im Mittelalter wie im Humanismus diente das szenische und musikalische Spiel der religiösen Unterweisung der Schüler und der Einführung in das Lateinische. Seine Blüte erlebt das musikalische Spiel in der Schule allerdings erst wesentlich später, nach dem Ende des Ersten Weltkriegs in den 1930er Jahren.

## Bekannte Schulopern
- Johann Friedrich Doles, Das nach schweren Kriegen durch einen allgemeinen Frieden erfreute Deutschland, 1748
- Georg Gottfried Petri, Gesang der drei Männer im Feuerofen, 1765
- Antonio Coronaro, Falco di Calaliia, 1903
- David John de Lloyd, Pwyll a Rhiannon, 1925
- Kurt Weill, Der Jasager, 1929
- Paul Hindemith, Wir bauen eine neue Stadt, 1930
- Kurt Weill, Der Neinsager, 1930
- Hugo Herrmann, Der Rekord, 1930
- Wolfgang Fortner, Cress ertrinkt, 1930
- Wolfgang Jacobi, Die Jobsiade, 1931
- Hans-Joachim Moser, Der Reisekamerad, 1931
- Werner Wehrli, Auf zum Mond, 1932
- Huldreich Georg Früh, Ferien juchhe, 1936
- Kurt Brüggemann, De Fischer und syne Fru, 1936
- Kurt Brüggemann, Das kalte Herz, 1937
- Aaron Copland, The Second Hurricane, 1937
- Hans Krása, Brundibár, 1938
- Kurt Weill, Down in the valley, 1945/1948
- Cesar Bresgen, Der Igel als Bräutigam, 1948
- Cesar Bresgen, Brüderlein Hund, 1953
- Cesar Bresgen, Der Hochzeitsflug, 1954
- Armin Kaufmann, Der Krach im Ofen, 1957
- Kurt Schwaen, König Midas, 1958
- Kaspar Roeseling, Gericht über Reinecke Fuchs, 1958
- Cesar Bresgen, Der Mann im Mond, 1960
- Paul Burkhard, D Zäller Wiehnacht, 1960
- Cesar Bresgen, Ali und die Bilderdiebe, 1961
- Heinrich Funk, Auf Ferienfahrt, 1961
- Cesar Bresgen, Bastian, der Faulpelz, 1965
- Cesar Bresgen, Trubloff, 1969
- Cesar Bresgen, Der liederliche Ferdinand, 1972
- Cesar Bresgen, Hafis, 1975
- Cesar Bresgen, König Nussknacker, 1987
- Cesar Bresgen, Krabat, 1982–1984, Text: Otfried Preußler
- Cesar Bresgen, Die Stadthüpfer, 1985
- Cesar Bresgen, Albolina, 1985/86
- Jörg Widmann, Absences, 1990
- Istvan Nagy, Das goldene Stiefelchen, 1996
- Moritz Eggert, Dr Popels fiese Falle, 2002
- Heino Schubert, Kasperl wird reich
- Benjamin Britten, Let’s make an opera/The Little Sweep
- Julian Pesek, Krabat
- Thomas Knochenhauer und Christine Lenartz, Das Moorschloß, 2008